# Piemonteser Primel
Die Piemonteser Primel (Primula pedemontana) ist eine Pflanzenart, die zur Gattung der Primeln (Primula) gehört. Sie steht der Behaarten Primel (Primula hirsuta) nahe.

## Beschreibung
Die Piemonteser Primel ist eine ausdauernde krautige Pflanze, die Wuchshöhen bis 15 Zentimeter erreicht. Der Stängel ist mit drüsigen Haaren bedeckt, kräftig und erreicht die doppelte Länge der Blätter. Die Laubblätter sind grundständig, meist ganzrandig, selten schwach gezähnt, bis 5 Zentimeter lang und bis 3 Zentimeter breit. Sie verschmälern sich allmählich in den Stiel. Auf den Flächen sind sie mehr oder weniger kahl, lediglich der Rand ist besetzt mit kurzen, roten Drüsenhaaren.
Die Blüten sind dunkelrosa bis purpurrot gefärbt und 20 bis 25 Millimeter breit. Die Blütenstiele sind 2 bis 12 Millimeter lang. Die Blüten sind in wenigblütigen Dolden angeordnet. Der Kelch hat kurze Zipfel. Die Kronlappen sind ausgebreitet und ausgerandet, der Schlund ist weiß. Die Kronröhre ist außen mit drüsigen Haaren bedeckt.
Die Blütezeit reicht von Mai bis Juli.
Die Chromosomenzahl beträgt 2n = 62.

## Vorkommen
Diese Art kommt in den Grajischen und Cottischen Alpen subalpin bis alpin auf kalkarmen Böden, Rasen, Schutt und Felsspalten in Höhenlagen von 1400 bis 3000 Meter vor.